# Saint-Doulchard
Saint-Doulchard è un comune francese di 9 417 abitanti situato nel dipartimento del Cher, nella regione del Centro-Valle della Loira.

## Società

### Evoluzione demografica
Abitanti censiti